# Cristal d'Édimbourg

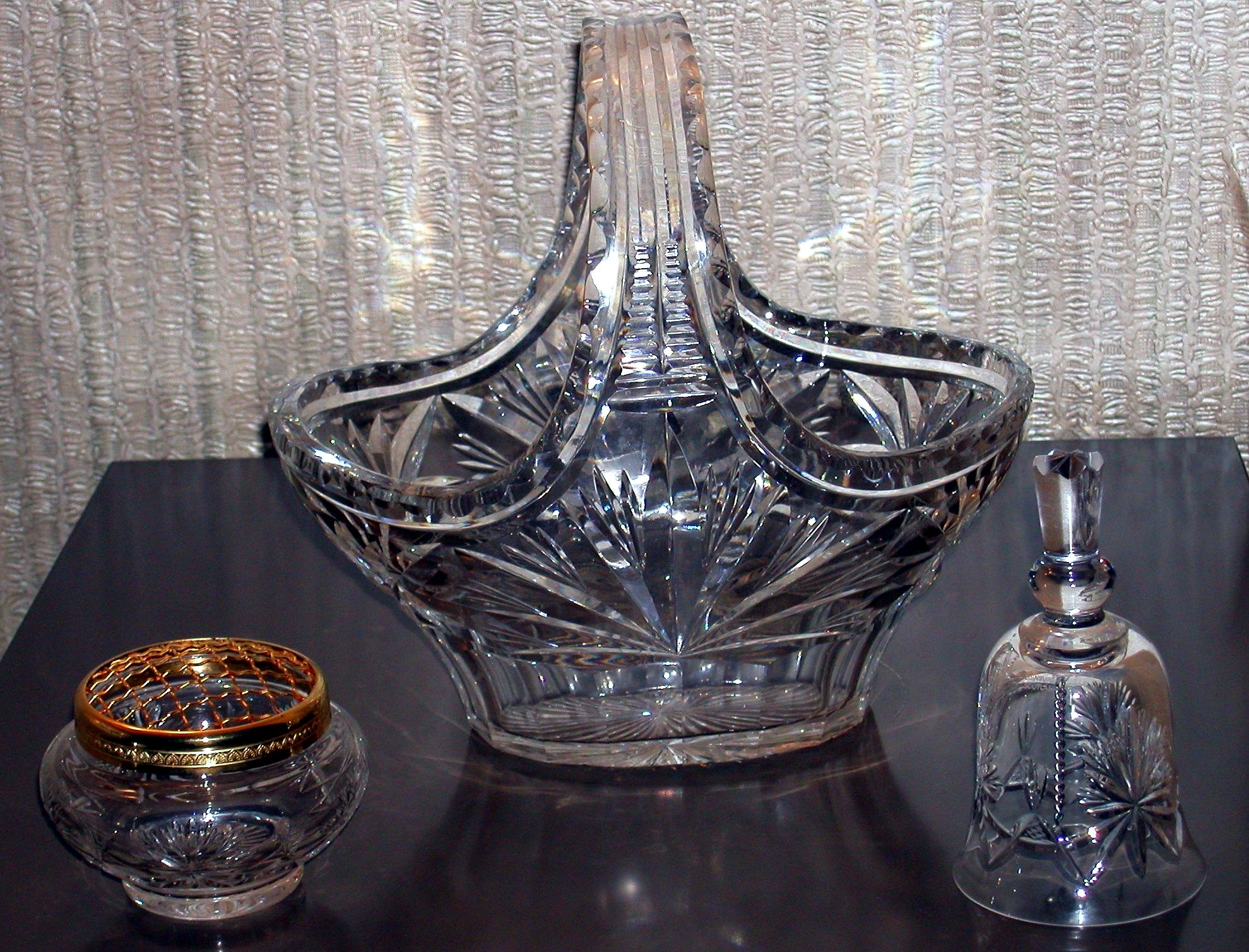
Star of Edinburgh bowl, 1955

Le Cristal d'Édimbourg est un verre ciselé fabriqué en Écosse entre 1867 et 2006, c'est aussi le nom d'une entreprise ayant fabriqué les panneaux des lanternes des véhicules de la famille Royale.
L'entreprise Edinburgh Crystal a été acquise en 2006 par Waterford Wedgwood. 